# Prigorie cu piept albastru
Prigoria cu piept albastru (Merops variegatus) este o pasăre din familia prigoriilor Meropidae, care se găsește în Africa Centrală.

## Habitat și distribuție
Prigoriile cu piept albastru se găsesc în multe țări din Africa Centrală, cum ar fi Angola, Zambia, Tanzania, Uganda, Republica Democrată Congo, Nigeria și Camerun. În aceste țări, ele se întâlnesc într-o varietate de habitate, de la malurile cu stuf ale lacurilor până la pajiștile din savană care mărginesc bazinul Congo. De asemenea, au fost înregistrate în mlaștini, dealuri cu iarbă și paturi de papirus. Cu toate acestea, această specie este de obicei asociată cu habitate umede deschise.

## Galerie

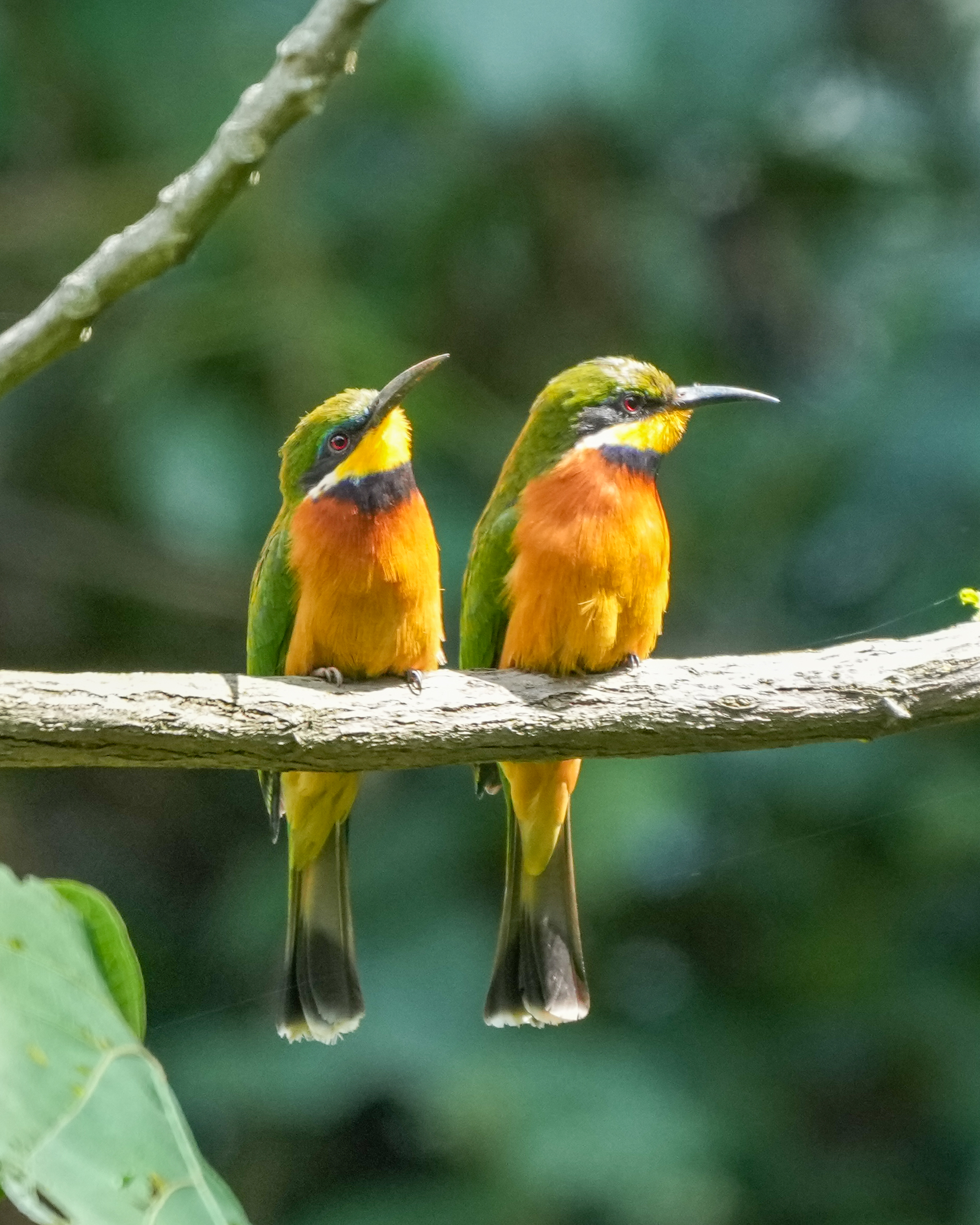
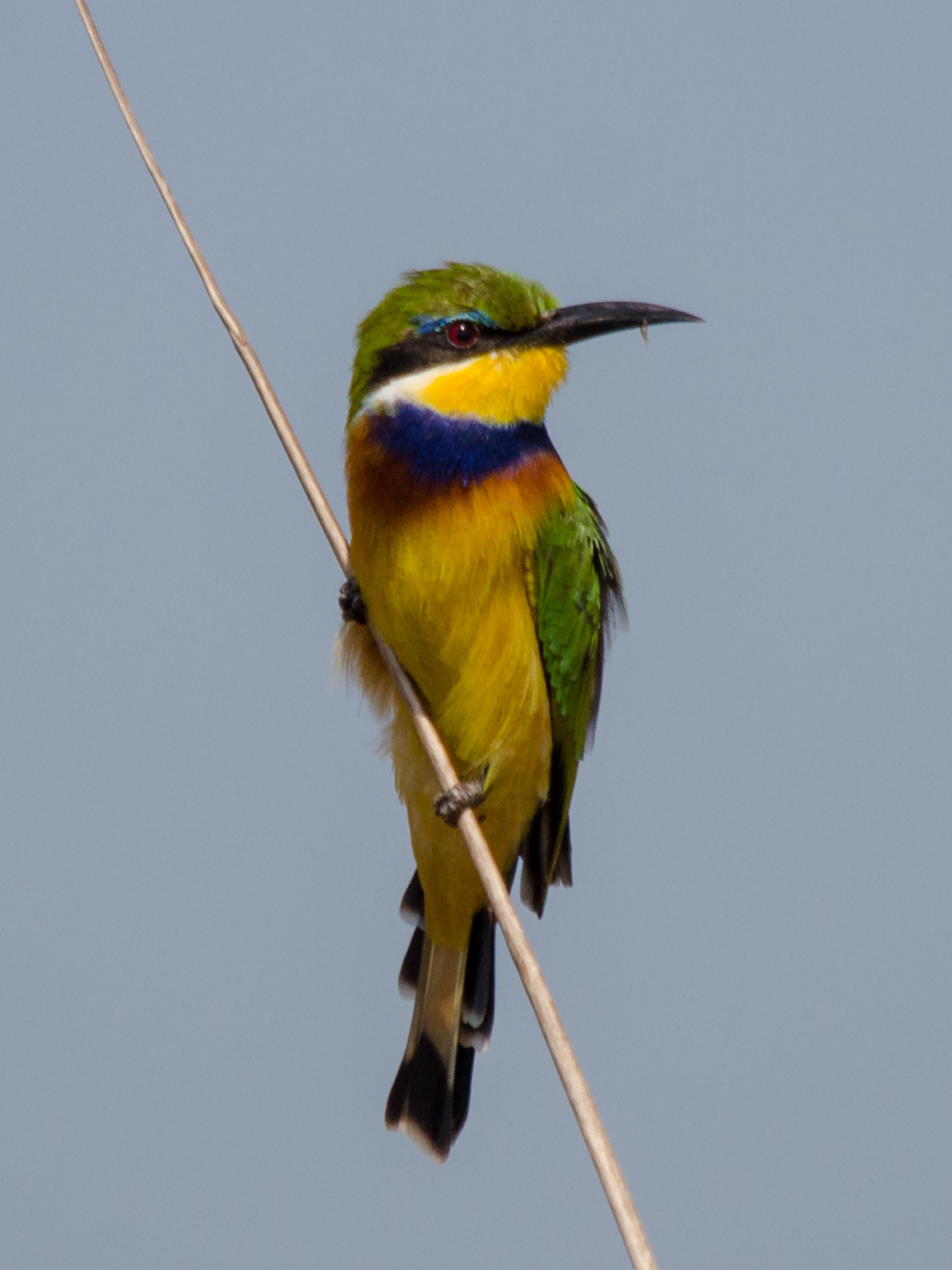
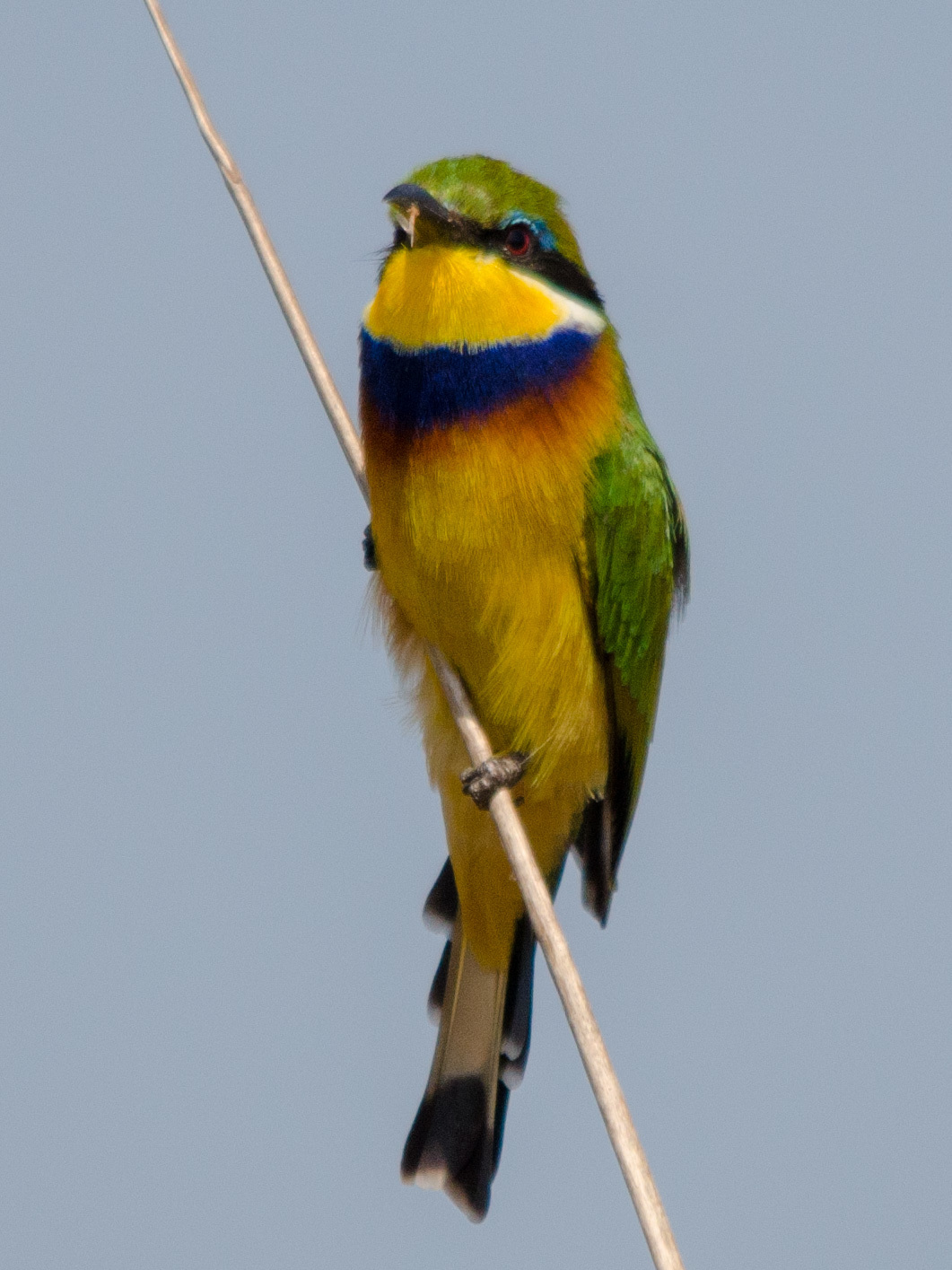